# Yakubu Abudbakar
Yakubu Abudbakar (* 9. Februar 1990) ist ein ghanaischer Fußballspieler.

## Karriere
Yakubu Abudbakar erlernte das Fußballspielen in der Feyenoord Academy in Ghana. Bis August 2014 stand er beim bahrainischen Klub Galali FC unter Vertrag. Wo er vorher gespielt hat, ist unbekannt. Im September 2014 ging er nach Myanmar. Hier verpflichtete ihn der Zayar Shwe Myay FC. Der Verein aus Monywa spielte in der höchsten Liga des Landes, der Myanmar National League. In Monywa spielte er bis Ende 2015. Ligakonkurrent Ayeyawady United aus Pathein nahm ihn die Saison 2016 unter Vertrag. Wo er von 2017 bis 2018 unter Vertrag stand, ist unbekannt. Der myanmarische Erstligist Rakhine United aus Sittwe verpflichtete ihn die Saison 2019. Für Rakhine absolvierte er 21 Erstligaspiele. Anfang 2020 wechselte er zum Ligakonkurrenten Shan United. Mit dem Klub aus Taunggyi feierte er 2020 die myanmarische Fußballmeisterschaft. Im gleichen Jahr gewann er mit dem Klub den MFF Charity Cup. Das Spiel gegen Yangon United gewann man mit 2:1. Ende 2020 wurde sein Vertrag nicht verlängert. Anfang Mai 2021 ging er nach Malaysia. Hier verpflichtete ihn der Sri Pahang FC. Der Verein aus Kuantan spielte in der ersten Liga.

## Erfolge
Shan United
- Myanmar National League: 2020
- MFF Charity Cup: 2020